# Kouzelník Žito (film)
Kouzelník Žito je český televizní pohádkový film režiséra Zdeňka Zelenky natočený v roce 2018 na motivy pověsti o kouzelníkovi Žito. Premiérově byl vysílán 24. prosince 2018 na stanici ČT1 jako štědrovečerní pohádka České televize.

## Děj
Kdysi dávno našla kořenářka Apolena v poli odloženého novorozence, kterého se ujmula a dala mu jméno Žito. Nyní je z něj mladý muž s velkým smyslem pro spravedlnost. Z morálních důvodů odmítne stát se výběrčím daní pro krále a skončí v královských stájích. Seznámí se s princezkou Adélkou, se kterou si vzájemně padnou do oka. Do Žita se ovšem zakouká i čertice Filištína – v převtělení se ho pokouší svést. Zároveň začne mít o Adélku zájem i králův správce Neklan. Žito si tak musí poradit nejen s dalším nápadníkem princezny Adélky, ale bude mít co do činění i se samotným peklem.

## Obsazení
| Viktor Preiss      | vypravěč                                        |
| Denis Šafařík      | kouzelník Žito                                  |
| Anna Kadeřávková   | princezna Adélka                                |
| Pavel Kříž         | správce země Neklan Thalberg, kníže z Oberbachu |
| Tatiana Vilhelmová | čertice Filištína                               |
| Jakub Novotný      | Broněk                                          |
| Pavel Liška        | čert Koumes                                     |
| Jiřina Bohdalová   | bylinářka Apolena                               |
| Petr Kostka        | král                                            |
| Andrej Hryc        | Hrdoslav                                        |
| Ivan Martinka      | Zmrzek                                          |
| Milan Bahúl        | vévoda Albert                                   |
| Jaromír Nosek      | velitel výběrčích Radvan                        |
| Bolek Polívka      | Lucifer                                         |
| Jan Hrušínský      | podkoní Dobroš                                  |

## Recenze
- Mirka Spáčilová, iDNES.cz [2]